# Морський вовк (фільм, 1990)
«Морський вовк» (рос. «Морской волк») — радянський художній фільм 1990 року режисера Ігоря Апасяна за мотивами однойменного роману Джека Лондона.
У 1992 році дубльовано українською студією «Благовіст» на замовлення Укрдержтелерадіомовлення.

## Сюжет
Гемфрі Ван-Вейден врятований із затонулого пароплава екіпажем промисловий шхуни. Він переживає багато труднощів і принижень в боротьбі з морем і непередбачуваним характером капітана на прізвисько Вовк Ларсен…

## У ролях
- Любомирас Лауцявічюс
- Андрій Руденський
- Ігор Богодух
- Ігор Божко
- Мартіньш Вілсонс
- Вадим Вильский
- Віктор Гайнов
- Микола Єрофєєв
- Сергій Корольов
- Ігор Лопухін-Полковник
- Вадим Вільський
- Рудольф Мухін
- Віктор Павловський
- Олексій Серебряков
- Анатолій Сливников
- Олена Фіногеєва
- Микола Чиндяйкин
- Юрій Еллер

## Творча група
- Сценарій: Валерій Тодоровський
- Режисер: Ігор Апасян
- Оператор: Сергій Тартишніков
- Композитор: Микола Корндорф

## Україномовний дубляж
Фільм дубльовано студією «Благовіст» на замовлення Укрдержтелерадіомовлення.
- Переклад: Володимира Крижанівського.
- Режисер дубляжу: Любомир Старак.
- Звукооператор: Анатолій Підлісний.
- Ролі дублювали: TBA